# Honninghuset
Honninghuset er en dansk dokumentarfilm fra 1982 instrueret af Kristoffer Nyholm efter eget manuskript.

## Handling
En skildring af, hvorledes livet på et bistandskontor opleves af ansatte og klienter.